# Emil Kowalski

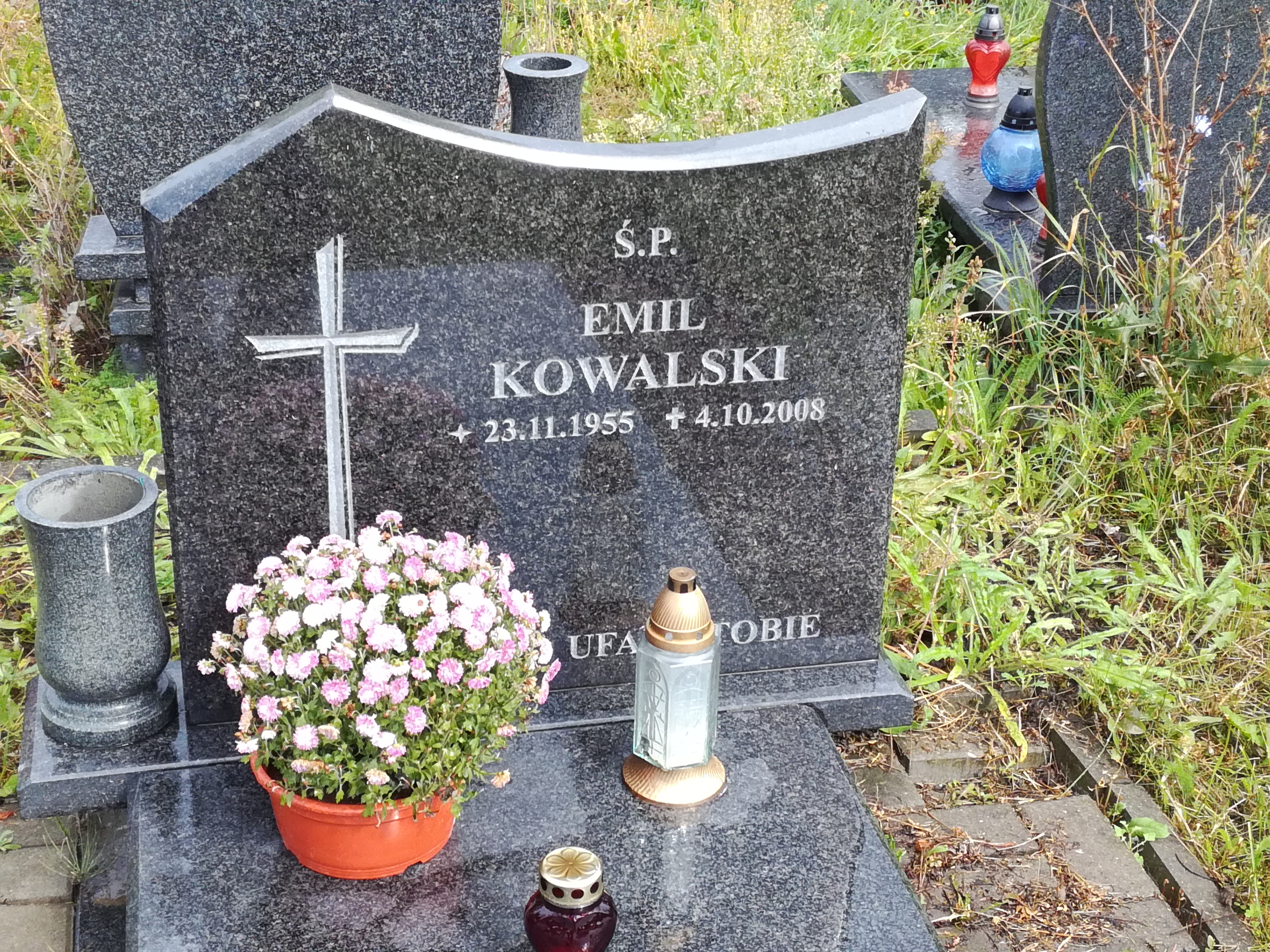
Grób Emila Kowalskiego na Cmentarzu Łostowickim w Gdańsku

Emil Kowalski (ur. 23 listopada 1955, zm. 4 października 2008 w Przejazdowie) – polski klarnecista i saksofonista jazzowy, aranżer, leader.

## Życiorys
W 1977 ukończył Szkołę Muzyczną im. Fryderyka Chopina w Gdańsku-Wrzeszczu (w klasie klarnetu Tadeusza Kamińskiego) i rozpoczął pracę w orkiestrze Państwowej Opery i Filharmonii Bałtyckiej w Gdańsku, a później w Teatrze Muzycznym w Gdyni.
Już w połowie lat 70. nawiązał współpracę z trójmiejskim zespołem „Rama111”, gdzie grał dixielandowe utwory na saksofonie altowym i klarnecie. W 1980 założył zespół jazzu tradycyjnego „Seaside Dixieland”, który na Międzynarodowym Festiwalu Jazzu Tradycyjnego Old Jazz Meeting "Złota Tarka" w Warszawie zdobył wyróżnienie, a Emil Kowalski został uznany za najlepszego instrumentalistę tej imprezy. Z zespołem wystąpił w Finlandii i Niemczech.
Od 1988 prowadził własne formacje o różnych składach instrumentalnych, w których grali tacy muzycy, jak Leszek Możdżer, Cezary Paciorek, Jacek Olter, Janusz Mackiewicz, Adam Czerwiński, Wojciech Niedziela, Marcin Jahr, Sławek Jaskułke, Dominik Bukowski, Tomasz Sowiński, Piotr Lemańczyk, Leszek Dranicki.
Wziął udział w festiwalu VI Komeda Jazz Festival w Słupsku (2000).
Podczas swojej 30-letniej działalności artystycznej wystąpił w ponad trzydziestu krajach, współpracując z tak znakomitymi muzykami jak: Buddy De Franco, Brad Terry, Eddie Henderson, Phyllis Hyman, Adrian West, Lean Williams, Ed Schuller czy Bob Mayer.
W prestiżowej ankiecie czytelników czasopisma „Jazz Forum” od 1999 nieprzerwanie zajmował pierwsze miejsce, jako najlepszy polski klarnecista jazzowy.
W 1999 nagrał autorską płytę Children of Bird poświęconą Charliemu Parkerowi – bardzo dobrze przyjętą przez krytykę jazzową. Kolejne jego projekty to "Kolędy" (2002) i "Emil Kowalski playing Benny Goodman" (2003). Był także współautorem dziesięciu innych płyt, a ostatnim jego projektem autorskim była adaptacja na grunt muzyki jazzowej utworów Wolfganga Amadeusa Mozarta, w tym Marsza tureckiego, głównego tematu Symfonii g-moll, tematu wariacji z I części Sonaty A-dur (KV 331), motetu Ave Verum Corpus (KV 618) oraz II i III części Koncertu klarnetowego A-dur (KV 622).
Był wykładowcą warsztatów jazzowych m.in. w Akademii Muzycznej im. I.J.Paderewskiego w Poznaniu.
Zmarł na atak serca 4 października 2008 w swoim domu w Przejazdowie koło Gdańska, został pochowany na Cmentarzu Komunalnym w Gdańsku-Łostowicach.

## Dyskografia

### Płyty autorskie
- Children of Bird (1999). Emil Kowalski -, klarnet, Leszek Możdżer – fortepian, Cezary Paciorek – akordeon, Janusz Mackiewicz – kontrabas i Adam Czerwiński – perkusja
- KOLĘDY (2002). Emil Kowalski – clarinet, Dominik Bukowski – vibraphone, Janusz Mackiewicz – double bass.
- Emil Kowalski – Playing Benny Goodman... (2003). Emil Kowalski – clarinet, Cezary Paciorek – accordion, Sławomir Jaskułke – piano, Dominik Bukowski – vibraphone, Janusz Mackiewicz – double bass, Tomasz Sowiński – drums. Utwory: 1. Air Mail Special, 2. Stompin At The Savoy, 2. Moonglow, 3. Diga Diga Doo, 4. Benny's Buggle, 5. The World Is Waiting For The Sunrise, 6. Ev'ry Time We Say Goodbye, 7. I've Got Rythm – Passport, 8. After You've Gone

### Płyty innych twórców z udziałem E.Kowalskiego
- Droga do Ciebie. Jazzmani Janowi Pawłowi II (1999). Leszek Dranicki, Maciej Sikała, Wojciech Staroniewicz, Sławomir Jaskułke, Tomasz Sowiński, Piotr Lemańczyk, Grzegorz Nagórski, Cezary Paciorek, Janusz Mackiewicz, Adam Czerwiński, Emil Kowalski.
- Sanktoria (2002). Emil Kowalski – clarinet, bass clarinet; Dariusz Herbasz – tenor sax; Piotr Lemańczyk – bass; Tomasz Sowiński – drums. Utwory: 1. Sanktoria; 2. E.D.P.T.; 3. Sen o św. Ptaku; 4. Tryptyk; 5. Świtanie
- Offshore (2000). Maciek Grzywacz – gitara, Olo Walicki – bass, Emil Kowalski – clarinet, clarinet bass. Utwory: 1. Kalimba, 2. Offshore, 3. Beatrice, 4. Say the brothers name, 5. Blue in green, 6. Yellow, 7. Yesterdays, 8. Felux
- SHALOM (2002). Cezary Paciorek – akordeon, Emil Kowalski – klarnet, Sławomir Jaskułke – piano, Janusz Mackiewicz – bass, Tomasz Sowiński – perkusja. Utwory hebrajskie oraz kompozycje C.Paciorka utrzymane w stylistyce jazzowej, czasem transowej, z nawiązaniami do żydowskiej kultury muzycznej.
- Russian Music Julia Vikman "Moscow Nights"(2008)[6]. Julia Vikman – arrangements, vocal, back vocals, keyboards, Andrey Vasilyev – drums, Tomasz Nowik – bass guitar, Emil Kowalski – clarinet, Jarogniew Dąbrowski – violin, Krzysztof Zakrzewski – saxophone, Zenon Miluski – el. Guitar, Stanisław Zubel – accordion, Janusz Mackiewicz – contrabass.
- Jazz Chill & Cafe – dwupłytowy album z udziałem czołowych wykonawców polskiego jazzu (2010). Jan Ptaszyn Wróblewski, Emil Kowalski, Cezary Paciorek, Dominik Bukowski, Hanna Banaszak, Bernard Maseli, Sławomir Jaskułke, Piotr Lemańczyk, The Globetrotters.

## Udział w nagraniu muzyki do filmu
- Piotrek zgubił dziadka oko, a jasiek chce dożyć spokojnej starości – polski serial tv dla dzieci, młodzieży (2001). Wyróżnienie na Festiwalu Filmów dla Dzieci w Poznaniu (2001)[7]